# Svängdörr

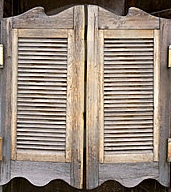

Svängdörr eller pendeldörr är en dörr som kan öppnas åt båda hållen för att underlätta in- och utgång och är ofta fjädrad för att hållas stängd. Vanligt är att svängdörren är lägre än en vanlig dörr, och inte heller stänger igen en dörröppning helt till taket utan bara midjehög och avskiljer området framför och bakom en disk. Svängdörrar är vanliga vid återgivningar av salooner i vilda västern.

## Varianter
En svängdörr som består av ett dörrblad och endast kan rotera kring sin ena sida kallas pendeldörr. En pardörr är två pendeldörrar som sitter på varsin sida om dörröppningen och tillsammans sluter öppningen.